# (You're the) Devil in Disguise
(You're the) Devil in Disguise is een nummer van de Amerikaanse artiest Elvis Presley. In juni 1963 werd het nummer voor het eerst uitgebracht als single.

## Achtergrond
(You're the) Devil in Disguise is geschreven door Bill Giant, Bernie Baum en Florence Kaye en geproduceerd door Steve Sholes. Het verscheen oorspronkelijk niet op een album. Zowel dit nummer als de B-kant Please Don't Drag That String Around waren wel opgenomen voor een compleet album, maar platenmaatschappij RCA Records koos ervoor om deze nummers enkel als singles en bonustracks bij soundtracks uit te brengen. Pas in 1968 verscheen het voor het eerst op het verzamelalbum Elvis' Gold Records Volume 4. Aan het eind van het nummer zingt Ray Walker, lid van The Jordanaires (die lange tijd fungeerden als de achtergrondzangers van Presley), herhaaldelijk de zin "Oh yes, you are".
(You're the) Devil in Disguise bereikte de derde plaats in de Amerikaanse Billboard Hot 100 en de negende plaats in de r&b-lijsten in het land, waarmee het zijn laatste top 10-hit in de laatste lijst was. In het Verenigd Koninkrijk behaalde het de eerste plaats, ondanks het feit dat John Lennon het bij het Britse televisiedebuut van het nummer afkraakte en zei dat Presley "nu als Bing Crosby" klonk. 
In Nederland bestond de Nederlandse Top 40 nog niet, maar werd wél de eerste plaats bereikt in de Hits of the World-lijst, die driewekelijks uitkwam als voorganger van de Tijd voor Teenagers Top 10, die vanaf oktober 1965 t/m begin 1969 werd uitgezonden op de nationale publieke popzender Hilversum 3. 
In België (Vlaanderen) werd het eveneens een nummer 1-hit in de voorloper van de Vlaamse Ultratop 50. De Vlaamse Radio 2 Top 30 bestond nog niet en in Wallonië werd géén notering behaald.
In 2005 behaalde het nummer opnieuw enkele hitlijsten nadat het werd uitgebracht als onderdeel van een campagne waarbij alle Britse nummer 1-hits van Presley een heruitgave kregen. In Nederland kwam het ditmaal op de 23e plaats in de Single Top 100 terecht.
Er is een aantal covers van (You're the) Devil in Disguise bekend. Trisha Yearwood coverde het voor de soundtrack van de film Honeymoon in Vegas, die voornamelijk uit Presley-covers bestaat. The Misfits coverde het nummer op de deluxeversie van hun album Project 1950, bestaande uit covers van nummers uit de jaren 50 en 60 van de twintigste eeuw. Ook Karel Gott, Jack Jersey, Peter Kraus, Ronnie McDowell, Don Mercedes, The Residents en Showaddywaddy hebben het gecoverd, terwijl D.J. Fontana en Scotty Moore het nummer live ten gehore hebben gebracht.

## Hitnoteringen

### Hits of the World /Single Top 100
- De noteringen uit 1963 hebben een lengte van drie weken, de noteringen uit 2005 hebben een lengte van een enkele week.

| Hitnotering van week 1 t/m 4: 14 september 1963 - 23 november 1963 Hitnotering van week 5 t/m 9: 2 april 2005 - 30 april 2005 | Hitnotering van week 1 t/m 4: 14 september 1963 - 23 november 1963 Hitnotering van week 5 t/m 9: 2 april 2005 - 30 april 2005 | Hitnotering van week 1 t/m 4: 14 september 1963 - 23 november 1963 Hitnotering van week 5 t/m 9: 2 april 2005 - 30 april 2005 | Hitnotering van week 1 t/m 4: 14 september 1963 - 23 november 1963 Hitnotering van week 5 t/m 9: 2 april 2005 - 30 april 2005 | Hitnotering van week 1 t/m 4: 14 september 1963 - 23 november 1963 Hitnotering van week 5 t/m 9: 2 april 2005 - 30 april 2005 | Hitnotering van week 1 t/m 4: 14 september 1963 - 23 november 1963 Hitnotering van week 5 t/m 9: 2 april 2005 - 30 april 2005 | Hitnotering van week 1 t/m 4: 14 september 1963 - 23 november 1963 Hitnotering van week 5 t/m 9: 2 april 2005 - 30 april 2005 | Hitnotering van week 1 t/m 4: 14 september 1963 - 23 november 1963 Hitnotering van week 5 t/m 9: 2 april 2005 - 30 april 2005 | Hitnotering van week 1 t/m 4: 14 september 1963 - 23 november 1963 Hitnotering van week 5 t/m 9: 2 april 2005 - 30 april 2005 | Hitnotering van week 1 t/m 4: 14 september 1963 - 23 november 1963 Hitnotering van week 5 t/m 9: 2 april 2005 - 30 april 2005 | Hitnotering van week 1 t/m 4: 14 september 1963 - 23 november 1963 Hitnotering van week 5 t/m 9: 2 april 2005 - 30 april 2005 | Hitnotering van week 1 t/m 4: 14 september 1963 - 23 november 1963 Hitnotering van week 5 t/m 9: 2 april 2005 - 30 april 2005 |
| Week | 1 | 2 | 3 | 4 | | 5 | 6 | 7 | 8 | 9 | |
| --- | --- | --- | --- | --- | --- | --- | --- | --- | --- | --- | --- |
| Positie | 4 | 1 | 2 | 6 | uit | 23 | 28 | 50 | 73 | 66 | uit |

### NPO Radio 2 Top 2000
| Nummer met noteringen in de NPO Radio 2 Top 2000 | '99 | '00  | '01  | '02  | '03 | '04  | '05  | '06  | '07  | '08  | '09  | '10  | '11  | '12  | '13  | '14  | '15  | '16  | '17  | '18  | '19  | '20  | '21  | '22  | '23  | '24  |
| ------------------------------------------------ | --- | ---- | ---- | ---- | --- | ---- | ---- | ---- | ---- | ---- | ---- | ---- | ---- | ---- | ---- | ---- | ---- | ---- | ---- | ---- | ---- | ---- | ---- | ---- | ---- | ---- |
| (You're the) Devil in Disguise                   | 577 | 1305 | 1215 | 1760 | 928 | 1117 | 1022 | 1130 | 1370 | 1157 | 1075 | 1283 | 1499 | 1429 | 1453 | 1626 | 1667 | 1757 | 1649 | 1387 | 1477 | 1588 | 1551 | 1263 | 1343 | 1241 |

1. ↑  Een vetgedrukt getal geeft de hoogste notering aan.